# サラ金業者の妻
『サラ金業者の妻』（さらきんぎょうしゃのつま）は、1987年に日本テレビ系「火曜サスペンス劇場」で放送されたテレビドラマ。主演は山本陽子。VTR作品。

## 内容
サラ金会社の社長・三郎は早朝、犬と散歩中にビルから男が落ちて死ぬのを目撃した。死んだのは市の土木課長・山際で、堤防の手抜き工事事件の重要参考人だった。同じ日、出勤途中の三郎は何者かに銃撃された。命だけはとりとめたものの意識不明のままだ。所轄署の山形警視は、山際の死と、三郎狙撃事件の関連を調べ始めた。

## キャスト
- 池端由里子 - 山本陽子
- 滝田信一 - 伊藤孝雄
- 浦山文子 - あき竹城
- 松井とき子 - 白川和子
- 山形警視 - 並木史朗
- 小島刑事 - 石倉民雄
- 崎山 - 石見榮英
- 松井悠太郎 - 鶴田忍
- ホステス - 新井今日子
- 室町宗一郎 - 早川雄三
- 石堂警部 - なべおさみ
- 中垣克麻
- 仙石幸太郎
- 滝川昌良
- 中山和也
- 山崎満
- 工藤漢
- 原奈津子
- 松山薫
- 平出圭子
- 平田実穂
- 渡辺佐和子
- 千葉裕子
- 早川プロ
- 加東明子 - えがわあつこ（新人）
- 向井矩子 - 山下容里枝（新人）
- 手塚医師 - 土屋嘉男
- 池端三郎 - 黒沢年男

## スタッフ
- 企画：小坂敬 （日本テレビ）
- プロデューサー：清水欣也（日本テレビ）、財前定生（PDS）
- 脚本：池田一朗
- 音楽：大谷和夫
- 技術：関巧
- カメラ：山崎秋夫
- VE：林泰雄
- 照明：久保重信
- 音声：菊池正嗣
- 効果：大槻邦久
- 編集：森崎好（コスモ・スタジオ）
- 美術制作：中島昭司
- デザイン：荒川淳彦
- 装置：にっかつ美術センター
- 装飾：日本映像装飾
- 衣裳：東京衣裳
- メイク：STUDIO717
- 結髪：黒田順子
- 広報担当：中原修一（日本テレビ）
- スチール：金澤榮一
- 銃撃特殊効果：BRONCO
- カースタント：スーパードライバーズ
- 車輛：トランスポート
- 撮影協力：美容室ロイヤル
- 衣装協力：やまと、Why、POP INTERNATIONAL CO,LDT.
- 協力：富士通
- 資料協力：内田史子
- プロデューサー補：北中美行
- 記録：岩井茂美
- 助監督：根本実樹
- 技術協力：東通
- テーマ曲：「夜のてのひら」 作詞 - 来生えつこ 作曲 - 筒美京平 編曲 - 武部聡志 唄 - 岩崎宏美（ビクターレコード）
- 音楽協力：日本テレビ音楽
- 監督：桜井秀雄
- 制作：日本テレビ
- 製作・著作：PDS